# Peugeot Metropolis
Le Peugeot Metropolis est un cyclomoteur produit par Peugeot Motocycles depuis 2013, doté de deux roues à l'avant.

## Metropolis 400
Le Peugeot Metropolis a été lancé pour concurrencer notamment le Piaggio MP3 dans la catégorie des scooters à trois roues.
Son train avant est composé de deux roues inclinables et indépendantes grâce à un parallélogramme déformable à double triangulation associé à deux batteurs dynamiques et d'une suspension à mono-amortisseur positionné horizontalement. Comme chez Piaggio, les deux roues avant peuvent être verrouillées grâce au système Roll Lock par simple pression du bouton placé côté accélérateur, mode qui ne fonctionne qu’à des vitesses inférieures à 10 km/h.
Le moteur Peugeot de 400 cm3 qui équipe le Metropolis a été développé et fabriqué à l’usine de Mandeure dans le Doubs. C’est un monocylindre 4 temps, 4 soupapes à injection, qui développe une puissance de 37,2 ch.

### Historique
Peugeot a commencé dès la sortie du MP3 de Piaggio à réfléchir à un scooter à trois roues. Lors du Mondial de l'automobile de Paris 2008, Peugeot présente son concept HYmotion3. Ce prototype disposait d'un toit et faisait appel à une motorisation hybride thermique/électrique. Il était équipé d'un moteur thermique de 125 cm3 avec compresseur (issu du Satelis compressor) ainsi que de deux moteurs électriques implantés à l’avant développant 9 ch supplémentaires.
En 2009 à l'EICMA, Peugeot présente l'HYbrid3 Evolution, le prototype perd son toit mais garde une motorisation hybride avec une partie thermique qui passe à 300 cm3. Le Peugeot HYbrid3 Evolution peut donc fonctionner en mode électrique seul.

La version définitive du Peugeot Metropolis est présentée lors du salon EICMA en 2011 avec une disponibilité en concession pour le 2e semestre 2012.
En 2017, le Metropolis est revu et adopte la norme Euro 4.
En mars 2020, de l'usine de Mandeure sort le 20 000e Metropolis.
La troisième génération de Metropolis est présentée le 8 septembre 2020. Il reprend le design des véhicules Peugeot, les innovations de Peugeot Pulsion avec la fonctionnalité i-Connect et adopte la norme Euro 5.

## Motorisations
|                                | 50 | 400                       |
| Cylindres / Soupapes           |    | Monocylindre / 4 soupapes |
| Cylindrée (cm3)                | 49 | 399                       |
| Puissance maxi (ch)            |    | 37,2 à 7 250 tr/min       |
| Couple maxi (N m)              |    | 38,1 à 5 250 tr/min       |
| Boîte de vitesses              |    | Variateur automatique CVT |
| Vitesse maxi réelle (km/h)     |    | 145                       |
| 0 à 50 km/h (s)                |    | 4,1                       |
| 0 à 100 km/h (s)               |    | 7,2                       |
| 0 à 100 m (s)                  |    | 7,09                      |
| Consommation réelle (L/100 km) |    | 5 à 5,5                   |
| Émissions de CO2 (g/km)        |    | 86,6                      |